# Khandwa
Khandwa là một thành phố và là nơi đặt hội đồng thành phố (municipal corporation) của quận East Nimar thuộc bang Madhya Pradesh, Ấn Độ.

## Địa lý
Khandwa có vị trí 21°50′B 76°20′Đ / 21,83°B 76,33°Đ Nó có độ cao trung bình là 313 mét (1026 feet).

## Nhân khẩu
Theo điều tra dân số năm 2001 của Ấn Độ, Khandwa có dân số 171.976 người. Phái nam chiếm 52% tổng số dân và phái nữ chiếm 48%. Khandwa có tỷ lệ 71% biết đọc biết viết, cao hơn tỷ lệ trung bình toàn quốc là 59,5%: tỷ lệ cho phái nam là 77%, và tỷ lệ cho phái nữ là 66%. Tại Khandwa, 13% dân số nhỏ hơn 6 tuổi.